# Говард, Генри, 5-й граф Саффолк
Генри Говард, 5-й граф Саффолк (англ. Henry Howard, 5th Earl of Suffolk; 18 июля 1627 — 10 декабря 1709) — английский пэр. Он был известен как достопочтенный Генри Говард с 1640 по 1691 год.

## Биография
Родился 18 июля 1627 года. Младший сын Теофилуса Говарда, 2-го графа Саффолка (1584—1640), и Элизабет Хоум (? — 1633), дочери Джорджа Хоума, 1-го графа Данбара, и Элизабет Гордон.
21 апреля 1691 года после смерти своего старшего брата, Джорджа Говарда, 4-го графа Саффолка (1625—1691), Генри Говард унаследовал титул 5-го графа Саффолка, став членом Палаты лордов Англии.
Генеральный комиссар по сбору войск в 1667—1696/1697 годах, регистратор Сафрон-Уолдена в 1694 году.
Лорд Саффолк был дважды женат. Его первой женой стала Мэри Стюарт, дочь Эндрю Стюарта, 3-го барона Касл-Стюарта, и Джойс Бланделл. Дети от первого брака:
- Генри Говард, 6-й граф Саффолк (1670 — 19 сентября 1718), старший сын и преемник отца.
- Эдвард Говард, 8-й граф Саффолк (1672 — 22 июня 1731)
- Чарльз Говард, 9-й граф Саффолк (1685 — 28 сентября 1733)[2]
- Леди Диана Говард (? — июнь 1710), вышла замуж за Джона Питта из Кроуз-холла, Дебенем, Саффолк[3].

В ноябре 1691 года он женился вторым браком на Мэри Аптон (? — январь 1721), дочери преподобного Эмброуза Аптона, каноника Крайст-черч в Оксфорде, и Мэри Чарлтон. Второй брак был бездетным.